# Parrot Fashions
 Parrot Fashions  is het tweede solo-album van de Britse progressieve rock musicus John Greaves.

## Tracklist
1. Always Be New To Me - 4:29 (John Greaves, Peter Blegvad)
2. How Beautiful You Are - 4:46 (John Greaves, Peter Blegvad)
3. The Bee Dream - 2:40 (John Greaves, Peter Blegvad)
4. The Price We Pay - 2:36 (John Greaves)
5. Bad Alchemy - 4:46 (John Greaves, Peter Blegvad)
6. Swelling Valley - 5:09 (John Greaves, Peter Blegvad)
7. Rosetta's Song - 5:08 (John Greaves)
8. Dead Heads Duped - 5:05 (John Greaves)
9. Jaloozy - 4:52 (John Greaves, Peter Blegvad)

## Bezetting
- John Greaves zang, piano, basgitaar, synthesizer

Met medewerking van:
- François Ovide - gitaar, trombone
- Kristoffer Blegvad achtergrondzang
- Mireille Bauer slagwerk, vibrafoon, congas, percussie
- Denis Van Hecke cello